# Anophiodes concentrata
Anophiodes concentrata är en fjärilsart som beskrevs av W. Warren 1914. Anophiodes concentrata ingår i släktet Anophiodes och familjen nattflyn. Inga underarter finns listade i Catalogue of Life.